# 菊地章太
菊地章太（きくち のりたか、1959年4月2日 - ）は、日本の宗教史学者、東洋大学名誉教授。専門は比較宗教史。

## 略歴
神奈川県横浜市磯子区に生まれる。1978年神奈川県立外語短期大学付属高等学校卒業、1982年筑波大学芸術専門学群美術史専攻卒業、1984年同大学院博士前期課程修了、Institut catholique de Toulouseに留学、カトリック神学を学ぶ。
桜花学園大学助教授、2005年東洋大学ライフデザイン学部教授。2009年「神呪経研究 六朝道教における救済思想の形成」を東洋大学に提出して文学博士号を取得。

## エピソード
高校時代は港などでぶらつき本を読んでいたという。西洋の悪魔や魔女に関する一般向けの著作も多くある。弟はクライマーの菊地敏之。

## 著書
- 『老子神化 道教の哲学』春秋社〈シリーズ道教の世界〉、2002
- 『弥勒信仰のアジア』大修館書店〈あじあブックス〉、2003
- 『奇跡の泉へ 南ヨーロッパの聖地をめざして ヴェズレー・サンティヤゴ・アッシジ・ヌヴェール・ルルド』サンパウロ、2006
- 『フランス東洋学ことはじめ ボスフォラスのかなたへ』研文出版〈研文選書〉、2007
- 『悪魔という救い』朝日新書、2008
- 『儒教・仏教・道教 東アジアの思想空間』講談社選書メチエ、2008／講談社学術文庫、2022
- 『神呪経研究 六朝道教における救済思想の形成』研文出版、2009
- 『妖怪学講義』講談社、2010
- 『義和団事件風雲録 ペリオの見た北京』大修館書店〈あじあブックス〉、2011
- 『葬儀と日本人 位牌の比較宗教史』ちくま新書、2011
- 『道教の世界』講談社選書メチエ、2012
- 『妖怪学の祖　井上圓了』角川選書、2013
- 『妖怪たちのラビリンス　西洋異界案内』角川学芸出版、2013
- 『ユダヤ教　キリスト教　イスラーム　一神教の連環を解く』ちくま新書、2013
- 『魔女とほうきと黒い猫』角川ソフィア文庫、2013
- 『阿修羅と大仏』幻冬舎ルネッサンス新書、2014
- 『エクスタシーの神学　キリスト教神秘主義の扉をひらく』ちくま新書、2014
- 『日本人とキリスト教の奇妙な関係』角川新書、2015
- 『姿を変えたキリスト　みなし子を育てたシスターたち』春風社、2015
- 『位牌の成立　儒教儀礼から仏教民俗へ』東洋大学出版会、2018
- 『東アジアの信仰と造像　媽祖崇拝の比較宗教史的考察』第一書房、2020
- 『聖母マリアのカンティーガ　中世イベリアの信仰と芸術』サンパウロ、2020
- 『小鳥が歌う　古いポルトガル語による聖母マリアの詩』春風社、2020
- 『哀話の系譜　うとうやすかた』法藏館、2023
- 『東アジアの信仰と東西交渉』研文出版、2024
- 『宗教史学者が世界六大宗教から選ぶ「信仰のことば」』星海社新書、2024

## 編・共編
- 『道教の神々と経典　講座道教 第1巻』 砂山稔・尾崎正治・菊地章太共編、雄山閣出版、1999.11
- 『妖怪学とは何か 井上円了精選』講談社学術文庫、2023.6

## 翻訳
- シャヴァンヌ『泰山　中国人の信仰』 勉誠出版 アシアーナ叢書、2001.5／平凡社東洋文庫、2019.6
- シャヴァンヌ『古代中国の社　土地神信仰成立史』 平凡社東洋文庫、2018.2